# 111 Ate
Ate (asteroide 111) é um asteroide da cintura principal com um diâmetro de 134,55 quilómetros, a 2,33270327 UA. Possui uma excentricidade de 0,10084142 e um período orbital de 1 526,25 dias (4,18 anos).
Ate tem uma velocidade orbital média de 18,49188324 km/s e uma inclinação de 4,92366797º.
Este asteroide foi descoberto em 14 de Agosto de 1870 por Christian Peters. Seu nome vem da personagem grega Até.